# Nordirland
Nordirland (engelsk: Northern Ireland, irsk: Tuaisceart Éireann, ulsterskotsk: Norlin Airlann) er et af de fire konstituerende lande, der udgør Det Forenede Kongerige Storbritannien og Nordirland. Hovedstaden er Belfast. Nordirland er placeret i den nordøstlige del af øen Irland og grænser op til Republikken Irland i syd og vest. Landet dækker 14.139 km², omkring en sjettedel af øens samlede areal.
Befolkningstallet er anslået til 1.910.543 i juli 2022 cirka en tredjedel af øens samlede befolkning og 2,8 %  af befolkningen i UK. Nordirland består af seks af de traditionelle ni amter af den historiske irske provins Ulster.
Nordirland blev oprettet som en særskilt administrativ region af Storbritannien den 3. maj 1921 under loven Government of Ireland Act 1920, selv om landets grundlovs rødder stammer fra Act of Union fra 1801 mellem Storbritannien og Irland. I over 50 år havde Nordirland sin egen regering og parlament. Disse blev dog suspenderet i 1972 og afskaffet i 1973 pga. The Troubles. Nordirlands nuværende overdragede regering, Northern Ireland Assembly og Executive blev oprettet i 1998, men blev afbrudt flere gange. De blev genindsat den 8. maj 2007. Nordirlands retssystem nedstammer fra det irske retssystem før 1921 (ligesom retssystemet i Republikken Irland). Det er baseret på fælles lov. Nordirland er et særskilt retsområde, adskilt fra England og Wales og Skotland.
Nordirland har i mange år været hjemstedet for en voldelig og bitter etnisk-politisk konflikt mellem dem, der hævder at repræsentere Nationalisterne, som er domineret af romersk katolske, og dem der hævder at repræsentere Unionisterne, som er domineret af protestanter. Nationalisterne ønsker at forene Nordirland med Republikken Irland, mens unionisterne fortsat vil have det til at være en del af Storbritannien. Unionisterne er i flertal i Nordirland, men nationalisterne repræsenterer et betydeligt mindretal. Befolkningen i Nordirland er berettiget til både et britisk og et irsk statsborgerskab (se underafsnittet Statsborgerskab og identitet).
De voldelige kampagner er blevet kendt og udbredt som The Troubles. Flertallet fra begge sider af samfundet har ikke været direkte involveret i de voldelige kampagner. Siden underskriften af Belfastaftalen (også kendt som Good Friday Agreement (Langfredagsaftalen), G.F.A.) i 1998 har mange af de største paramilitære kampagner enten haft våbenhvile eller har erklæret at deres krig var ovre.
I februar 2024 fik Nordirland med Michelle O'Neill, sin første regeringsleder fra Sinn Féin, den katolske, nationalistiske bevægelse, der historisk har arbejdet for Nordirlands indlemmelse i Irland. Hun står i spidsen for en samlingsregering.

## Historie
Det område, der nu er kendt som Nordirland, har haft en anderledes historie. Fra at tjene som grundfjeldet for den irske modstand i koloniperioden under Elizabeth 1. og Jakob 1., blev det genstand for en større bosættelse af skotske og engelske kolonister, efter Flight of the Earls i 1607 (da det gæliske aristokrati flygtede til det katolske Europa).
Hele øens kongedømme (fra 1541-1800) blev sammensluttet til Det Forenede Kongerige Storbritannien og Irland i 1801 under betingelserne i Acts of Union, under hvilke kongerigerne Irland og Storbritannien fik samme regering og monarki med sæde i London. I det tidlige 20. århundrede gjorde unionisterne, ledet af Sir Edward Carson (som generelt blev betragtet som grundlæggeren af Nordirland), modstand mod indførelsen af hjemmestyre i Irland. Unionisterne var i mindretal i hele Irland, men var i overtal i den nordlige provins Ulster, i meget stort flertal i grevskaberne Antrim og Down og et mindre flertal i grevskaberne Armagh og Londonderry, og også med betydelige antal koncentreret i nationalist-overtalsgrevskaberne Fermanagh og Tyrone. Disse seks grevskaber, indeholdende et samlet unionistflertal, blev senere til Nordirland.
Konflikten mellem House of Commons/Underhuset og House of Lords/Overhuset over det omstridte finanslovsforslag fra Chancellor of the Exchequer David Lloyd-George, medførte Parliament Act i 1911, hvilket gjorde det muligt at trodse Overhusets vetoret. De havde været unionisternes hovedgaranti for, at en lov om hjemmestyre ikke ville blive vedtaget (på grund af flertallet af unionister i overhuset), men med Parliament Act blev hjemmestyre i Irland muligt. Modstanderne af hjemmestyre, fra det konservative partis ledere, som Andrew Bonar Law, til militante unionister i Irland, truede med at bruge vold og stod for Larne Gun Running-begivenheden i 1914, da de smuglede tusinder af rifler og ammunition fra Det Tyske Kejserrige til Ulster Volunteer Force.
Udsigten til borgerkrig i Irland tonede frem.
I 1914 blev den tredje Home Rule Act, som indeholdt anskaffelsen af en midlertidig deling, stadfæstet. Lovens gennemførelse blev dog suspenderet i den periode, man forventede at Første Verdenskrig ville vare. Krigen kom dog til at vare 4 år og ikke som forventet et par uger.
Ved afslutningen af krigen så den tredje Home Rule Act dog ud til at være mislykket, da en voksende del i de samfund, hvor flertallet var nationalister, havde bevæget sig fra et krav om hjemmestyre til noget større: uafhængighed. David Lloyd George fremsatte i 1919 et nyt lovforslag, som ville dele Irland i to hjemmestyrede områder; Nordirland og Irland med 26 amter der skulle styres fra Dublin, 6 amter der skulle styres fra Belfast, med en delt Lord Lieutenant of Ireland, der udpegede både den udøvende myndighed og Irlands Råd, som David Lloyd George troede ville udvikle sig til et samlet irsk parlament.
Irland blev delt i 1921 under betingelserne i Government of Ireland Act, 1920. Seks af de ni Ulster-grevskaber i nord-øst blev til Nordirland, og de resterende tre grevskaber (inklusiv Donegal, på trods af dette grevskabs store protestantiske mindretal, og dets placering som det mest nordlige grevskab i hele Irland), sluttede sig til Leinster, Munster og Connacht og blev til Sydirland. Medens Sydirland kun havde en kort eksistensperiode mellem 1921 og 1922, en periode der blev domineret af den Anglo-Irske krig og dennes eftervirkning, fortsatte Nordirland sin eksistens.
Nordirland blev foreløbig en selvstyret del under den irske fristat, den 6. december 1922. Som forventet, valgte Nordirlands parlament, under betingelserne i den Anglo-Irske Traktat, at melde Nordirland ud af den irske fristat den følgende dag. Kort efter at Nordirland havde valgt dette, blev der oprettet en Grænsekommission for at træffe en afgørelse af de territoriale grænser mellem den irske fristat og Nordirland.
Selvom lederne i Dublin forventede en betragtelig reduktion i Nordirlands territorium (med nationalisternes grænseområders rykning til den irske fristat), var Grænsekommissionen imod dette; ifølge en ikke offentliggjort rapport havde de faktisk foreslået at land skulle gives fra Sydirland til Nordirland. For at forhindre diskussioner blev rapporten undertrykt og de til at begynde med 6 amters grænser blev godkendt af Dáil (Repræsentanternes Hus) i Dublin den 10. december 1925, med 71 for, 20 imod.
For at tilskynde den irske stat at tilslutte sig de Allierede indikerede den britiske premierminister Winston Churchill iI juni 1940 til Taoiseach (premierministeren) Éamon de Valera, at Storbritannien ville støtte en forening af Irland. I den tro, at Churchill ikke ville kunne holde ord, afslog Valera. (Briterne informerede ikke den Nordirlandske regering, hvad de havde tilbudt den irske regering, og De Valeras afslag blev først udgivet i 1970).
The Ireland Act fra 1949 gav de første lovlige garantier til det Nordirlandske parlament og regering; Nordirland ville ikke blive delt fra Storbritannien uden samtykke fra størstedelen af dets indbyggere.
The Troubles, der startede i de sene 1960'ere, bestod af omkring 30 års tilbagevendende voldelige handlinger mellem Nordirlands nationalistiske samfund (hovedsageligt romerske katolske) og det unionistiske samfund (hovedsageligt protestanter), under hvilken 3.254 blev dræbt. Konflikten startede på grund af den omstridte status Nordirland havde i Storbritannien og det unionistiske flertals diskriminationen af det nationalistiske undertal. Volden var karakteriseret af de væbnede kampagner af paramilitære grupper, herunder også Provisional IRA kampagnen af 1969-1997, hvis mål var en ende på det britiske styre i Nordirland, og dannelsen af et "all-Ireland"", "toogtredve amter" Irsk Republik, og Ulster Volunteer Force, dannet i 1966 som svar på den opfattede svækkelse af både den britiske karakter og den unionistiske dominans i Nordirland. Statens væbnede styrker – den britiske hær og politiet the (Royal Ulster Constabulary) – blev også involveret i volden. Den britiske regerings synspunkt var, at dennes enheder var neutrale i konflikten, og prøvede at opretholde lov og orden i Nordirland, og Nordirlands indbyggeres ret til demokratisk selvbestemmelse. Irske republikanere så derimod statens væbnede styrker som kombattanter, og mente at en hemmelig aftale mellem statens styrker og de paramilitære grupper var et bevis for dette. "Ballast" undersøgelsen af den offentlige ombudsmand har bekræftet at de britiske styrker og i særdeleshed RUC, havde en aftale med paramilitære grupper, og var involveret i mord, for dernæst at hindre en rettergang, når disse blev undersøgt, selvom omfanget af hvor vidt disse aftaler fandt sted stadig bliver diskuteret.
Som en konsekvens af den forværrede sikkerhedssituation, blev de regionale selvstyrede regeringer i Nordirland suspenderet i 1972. Ved siden af volden, var der også opstået en politisk hårdknude mellem de største politiske partier i Nordirland, inklusiv dem der var imod vold, angående Nordirlands fremtidige status og regeringsform. I 1973 blev der i Nordirland afholdt en folkeafstemning, for at afgøre om landet fortsat skulle være en del af Storbritannien eller en del af et forenet Irland. Afstemningen endte med et stort flertal for at bibeholde den nuværende situation, med en stemmeprocent på cirka 57,5 %, men da kun 1 % af katolikkerne stemte, blev dette fulgt op af et boykot organiseret af SDLP.

## Nylig historie
The Troubles blev bragt til en usikker afslutning af en fredsproces, som inkluderede en erklæring af våbenhvile fra de fleste paramilitære organisationer og en demontering af deres våben, reformering af politiet, og den tilsvarende tilbagetrækning af tropper fra gader og følsomme grænseområde, som South Armagh og Fermanagh, som aftalt af mændene bag Belfastaftalen, også kendt som Langfredagsaftalen. Dette bekræftede endnu en gang den britiske position, som aldrig før var blevet fuldt anerkendt af gentagne irske regeringer, og at Nordirland ville forblive en del af Storbritannien indtil et flertal ville det anderledes.
Bunreacht na hÉireann, den Irske Forfatning, blev ændret i 1999 for at fjerne kravet om den irske nation suverænitet over hele Irland (Artikel 2), et krav der er i anerkendelse af, at Irland kun kan udøve juridisk kontrol af det territorium tidligere kendt som den irske fristat. De nye Artikel 2 og 3, der blev tilføjet Forfatningen for at erstatte tidligere artikler, anerkender at Nordirlands status, og dets forhold til resten af Storbritannien og Irland, kun kan forandres ved en aftale om flertal i begge jurisdiktioner (hvor Irland stemmer separat). Dette aspekt var også centralt i Belfast-aftalen, der blev underskrevet i 1998 og ratificeret af folkeafstemninger, der blev afholdt samtidig i både Nordirland og Republikken. Samtidig erkendte den britiske regering for første gang, som en del af det fremadrettede, den såkaldte "Irske dimension": det princip, at befolkningen på øen Irland som helhed har ret til, uden indblanding, at løse problemer mellem nord og syd efter gensidig overenskomst. Sidstnævnte erklæring blev nøglen til at vinde støtte til aftalen fra nationalister og republikanere. Der er også etableret en decentraliseret magtdelt regering i Nordirland, hvor regeringen skal bestå af både unionister og nationalistiske partier.

## Historiske registreringer
- 14. august 1969: Storbritanniens premierminister Harold Wilson satte tropper ind i Nordirland for at bringe uroligheder mellem katolikker og protestanter til ophør - dog uden held
- 15. august 1998: Omagh-bombningen: Terrororganisationen Real IRA bragte en bilbombe til sprængning i Omagh i Nordirland og dræbte 29 og sårede mere end 220 mennesker

## Geografi og klima

### Amter og distrikter
Nordirland består af seks historiske amter (på engelsk: county): Antrim, Armagh, Down, Fermanagh, Londonderry og Tyrone. Disse blev dannet i 1500- og 1600-tallet.
Amterne bliver ikke længere anvendt til lokale politiske formål; i stedet er der 11 distrikter i Nordirland, med forskellige geografiske omfang. De 11 distrikter erstattede i 2015 de 26 tidligere distrikter, der blev dannet i 1973. Du nuværende distrikter har i vidt omfang fået navn efter amterne. Fermanagh District Council følger grænserne fra det amt, dets navn stammer fra. Coleraine Borough Council, har derimod sit navn fra byen Coleraine i amtet Londonderry.
Selvom amterne ikke længere anvendes, er de fortsat et populært værktøj til at beskrive, hvor steder er. De bliver officielt brugt når man ansøger om et irsk pas, som kræver amtet for ens fødsel. Navnet på amtet vises derefter både på irsk og engelsk på passets oplysnings side, i modsætningen til byen for fødsel i de britiske pas. Den gælisk atletiske forening bruger stadig amter som dets primære måde at organsiere og repræsentere hold i områderne i hver GAA amt.
Amternes grænser optræder også stadig på Ordnance Survey of Northern Ireland Maps og Phillips Street Atlas, blandt andre. Med deres tilbagegang i officiel brug, opstår der ofte forvirring i de byer, der ligger nær et amts grænse, som Belfast og Lisburn, der er delt mellem amterne Down og Antrim (størstedelen af begge byer ligger dog i Antrim).

### Byer
Der er fem større byer i Nordirland:
- Armagh
- Belfast
- Londonderry (eller blot Derry)
- Lisburn
- Newry

### Mindre byer og landsbyer
- Ahoghill, Antrim, Annalong, Annaclone
- Ballycastle, Ballyclare, Ballykelly, Ballymena, Ballymoney, Ballynahinch, Banbridge, Bangor, Bushmills
- Carnmoney, Carrickfergus, Carryduff Castledawson, Castlerock, Coalisland, Comber, Coleraine, Cookstown, Craigavon, Crossmaglen, Crumlin, Corbet, Cloughey, Cushendall
- Donaghadee, Downpatrick, Dromore, Dundonald, Dungannon, Dungiven, Dromore, Donaghcloney

- Enniskillen
- Garrison, Glengormley, Garvagh, Gilford
- Hillsborough, Holywood
- Kilkeel, Kilrea
- Larne, Limavady, Lurgan, Loughbrickland
- Magherafelt, Macosquin, Moira (by)
- Newcastle, Newtownards, Newtownstewart
- Omagh
- Portrush, Portstewart, Portadown, Portaferry, Portavogie, Poyntzpass, Portballintrae
- Rasharkin, Rathfriland
- Strabane, Scarva
- Tandragee
- Warrenpoint

## Lov
Nordirlands juridiske og administrative systemer har udviklet sig med udgangspunkt i de systemer, der var gældende i det tidlige Storbritannien, og blev udviklet af dets selvstyrende regering fra 1921 til 1972. Fra 1972 til 1999 (med undtagelse af en kort periode i 1974), blev lovgivning og administration i forbindelse med Nordirland håndteret direkte fra Westminster. Mellem 1999 og 2002 (med undtagelse af en kort suspendering) og siden maj 2007, er selvstyret og decentraliseringen vendt tilbage til Nordirland.

## Økonomi
Den nordirlandske økonomi er den mindste af de 4 økonomier, der udgør Storbritannien. Nordirland har traditionelt haft en industriel økonomi, især inden for skibsbygning, reb fremstilling og tekstiler, men de fleste tunge industrier er siden blevet erstattet af service-ydelser, primært den offentlige sektor. Turisme spiller også en stor rolle i den lokale økonomi. Nyligt har økonomien haft fordel af store investeringer af mange store multi-nationale virksomheder i den højteknologiske industri. Virksomhederne bliver tiltrukket af statstilskud og den højt kvalificerede arbejdskraft i Nordirland.

## Transport
Nordirland har tre lufthavne – Belfast International ved Antrim, George Best Belfast City i det østlige Belfast og City of Derry i Londonderry.
Store havne i Larne og Belfast sejler passagerer og gods mellem Storbritannien og Nordirland.
Passager jernbaner drives af Northern Ireland Railways. Iarnrod Éireann (Irsk Rail) og Northern Ireland Railways samarbejder om at udbyde de fælles Enterprise tjenester mellem Dublin og Belfast.
De vigtigste motorveje er:
- M1 – forbinder Belfast mod syd og vest, og slutter i Dungannon
- M2 – forbinder Belfast i nord
- M3 – forbinder M1 og M2 i Belfast med A2 motortrafikvej til Bangor
- M5 – forbinder Belfast med Newtonabbey

Europavej E1 er en international vej, der går fra Nordirland og sydpå. Det er et EU-finansieret projekt, der ultimativt vil føre til en opgradering af vejene og skabe forbindelser mellem havnene Larne i Nordirland og Rosslare i den Irske Republik.

## Sprog

### Engelsk
Tekst mangler, hjælp os med at skrive teksten

### Irsk
Tekst mangler, hjælp os med at skrive teksten

### Ulster Scots
Ulster Scots omfatter dele af det skotske sprog, der tales i Nordirland.
Aodán Mac Poilín argumenterer at: "Mens de fleste hævder at Ulster-Scot er en dialekt eller variant af skotsk, har andre hævdet eller antydet, at Ulster-Scots er et separat sprog fra skotsk. Sagen om at Ulster-Scots skulle være et særskilt sprog, fremsat på et tidspunkt hvor selv skotternes egen status var usikker, er så bizar, at det er usandsynligt at være et sprogligt argument."
"Ca. 2 % af befolkningen hævder at kunne tale Ulster Scots, men antallet der taler det som deres hoved sprog i hjemmet er ubetydelig. Klasser på college kan nu tages, men for en engelsk-talende indfødt er sproget forholdsvis tilgængelig, og kan selv på sit mest intense forstås forholdsvis let ved hjælp af en ordbog."
St. Andrews aftalen anerkender dog behovet for ar "forbedre og udvikle det Ulster-Scots'ske sprog, arv og kultur."

### Andre sprog
Der er et stigende antal etniske minoriteter i Nordirland. Kinesisk og urdu bliver talt af Nordirlands asiatiske samfund; selv om det kinesiske samfund ofte omtales som det tredjestørste samfund i Nordirland, er det småt efter international målestok. Siden tiltrædelsen af nye medlemsstater til Den Europæiske Union i 2004, bliver central- og østeuropæiske sprog, i særlig grad polsk, mere og mere almindelige.
Det mest almindelige tegnsprog i Nordirland er Britisk Tegnsprog (BSL), men da katolikkerne har en tendens til at sende deres døve børn til skoler i Dublin (St. Joseph's Institut for Døve Drenge og St. Mary's Institut for Døve Piger), er Irsk Tegnsprog (ISL) almindeligt anvendt i det nationalistiske samfund. De to sprog er ikke relaterede: BSL er i den britiske familie (som også omfatter Auslan), og ISL er i den franske familie (som også omfatter amerikansk tegnsprog)